# 中津市歴史民俗資料館
中津市歴史民俗資料館（なかつしれきしみんぞくしりょうかん）は、大分県中津市1385番地（殿町）にあった歴史博物館。1992年（平成4年）6月に開館し、2018年（平成30年）6月30日をもって閉館した。1938年（昭和13年）に図書館として建てられた建物は登録有形文化財に登録されている。

## 建物の歴史
中津藩は慶應義塾創設者である福澤諭吉や塾長・社頭を務めた小幡篤次郎の出身地である。小幡の遺言によって土地・家屋・蔵書の一部が寄贈され、1909年（明治42年）11月14日に中津図書館が開館した。大分県においては1902年（明治35年）開館の大分県立図書館に次ぐ歴史を有する。3年後の1912年（明治45年）1月10日には財団法人小幡記念図書館に改称した。

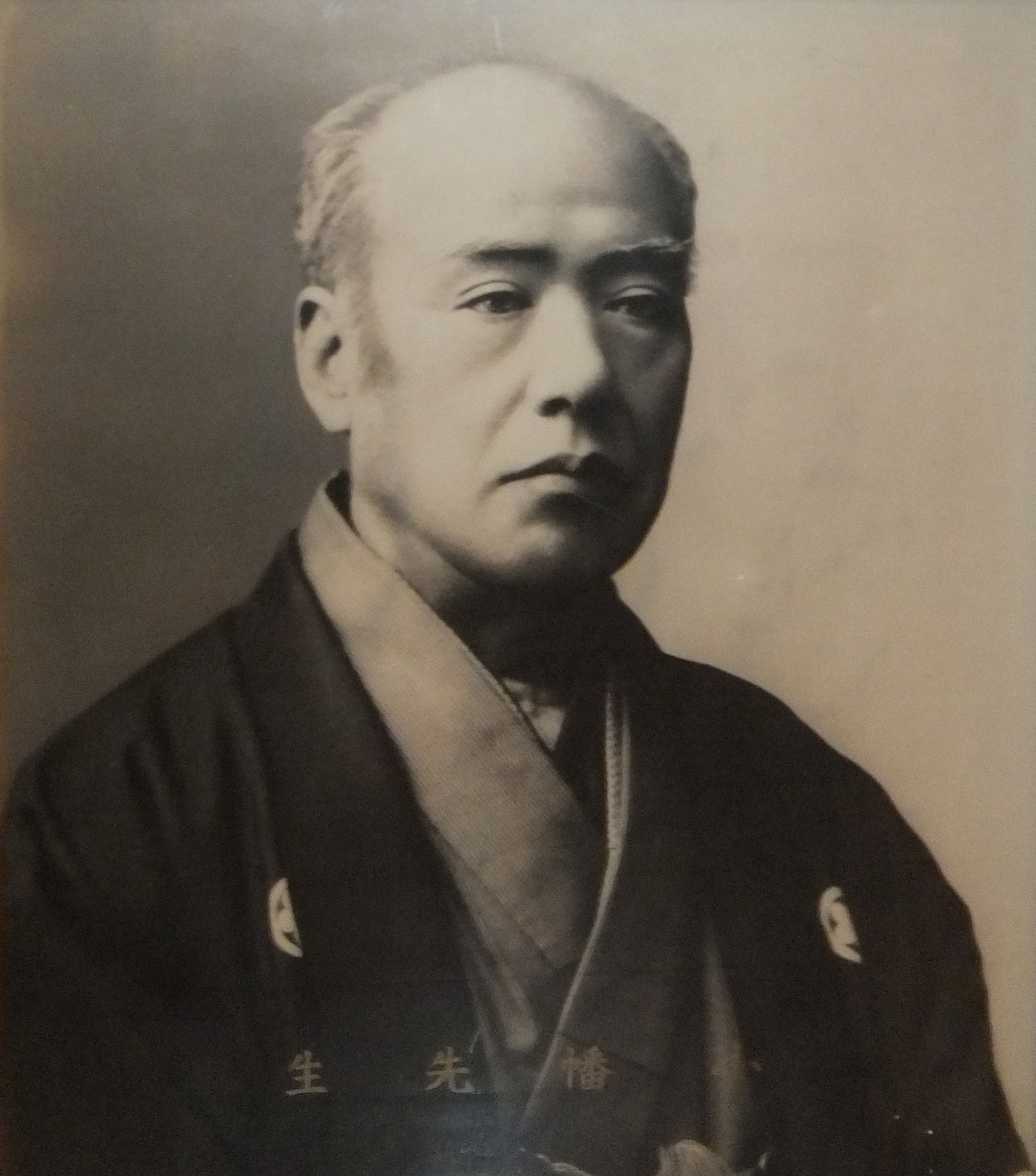
小幡篤次郎

### 小幡記念図書館（1938年～1992年）
1938年（昭和13年）6月1日、財団法人小幡記念図書館の新館として木造2階建の近代建築が建てられた。設計者は不詳。1947年（昭和22年）1月1日には財団法人から中津市に移管されて中津市立小幡記念図書館となった。
図書館としては施設の狭隘化が進んだことから、1993年（平成5年）4月23日には片端町に槇総合計画事務所（槇文彦）設計で中津市立小幡記念図書館の新館が開館した。

### 中津市歴史民俗資料館（1992年～2018年）
跡地の建物を利用する形で、1992年（平成4年）6月に中津市歴史民俗資料館が開館した。1997年（平成9年）12月12日、建物が「旧小幡記念図書館」として登録有形文化財に登録された。
中津市歴史博物館へ移転改組するため、中津市歴史民俗資料館は2018年（平成30年）6月30日をもって閉館した。

### 新中津市学校（2019年～）
建物は耐震改修を経て、2019年（令和元年）には学習交流拠点施設の新中津市学校が開館した。

## 展示
下記の館内展示のほか、前庭には江戸時代に中津城下で使用されていた上水道「御水道」の復元模型が展示されている。

### 1階（第1展示室）
中津城跡をはじめとする市内の遺跡から発掘された土器・鉄器・仏像・仏具などのほか、闇無浜神社の神輿、市内の地形の模型が展示されている。

### 2階（第2展示室）
常設展示は中津城の城下町における商人・職人の生活の様子や使用していた道具、商人の帳場のジオラマ。企画展はこの階で行われるため、企画展開催中は常設展示の一部が撤去される。

### 3階（第3展示室）
市内で使用されていた農具・漁具、大正・昭和期の庶民の玩具、かつて中津駅を起点に守実温泉駅まで運行されていた耶馬渓鉄道関連の品々、大正時代の炊事場のジオラマなどが展示されている。

## アクセス
- JR日豊本線中津駅から徒歩10分